# 거머리말

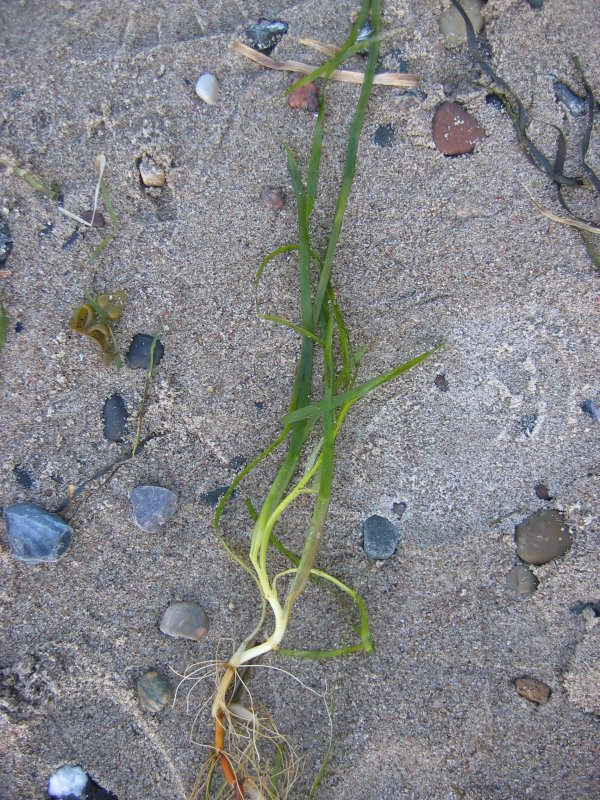

거머리말은 거머리말과의 여러해살이 해초로 학명은 Zostera marina이다.

## 분포
한국·유럽·중국·일본·북아메리카 등에 널리 분포하는 여러해살이 해초로 얕은 바다에서 자란다.

## 특징
땅속줄기는 백색이고 길게 뻗으며 마디에서 뿌리가 내린다. 잎은 2줄로 배열되고 줄 모양으로 가장 자리가 밋밋하며 끝이 둥글다. 잎 길이는 50-100cm, 나비 3-5mm로 밑쪽이 잎집으로 되고 잎과 잎집 사이에 잎혀가 있다. 12-2월에 잎만 달리는 짧은가지와, 꽃과 잎이 달리는 가지가 나온다. 꽃은 1가화로서 4-5월에 녹색으로 피는데, 꽃이 달리는 가지는편평하고 잎집만 남으며 그 속에 암꽃과 수꽃이 2줄로 달린다. 수꽃은 1개의 수술로 되고 암꽃은 1개의 암술로 되며 씨방은 1실이고 암술머리는 2개이다. 수과는 긴 타원형이다. 뿌리줄기는 단맛이 있어서 먹을 수 있다.